# Карлтонский университет

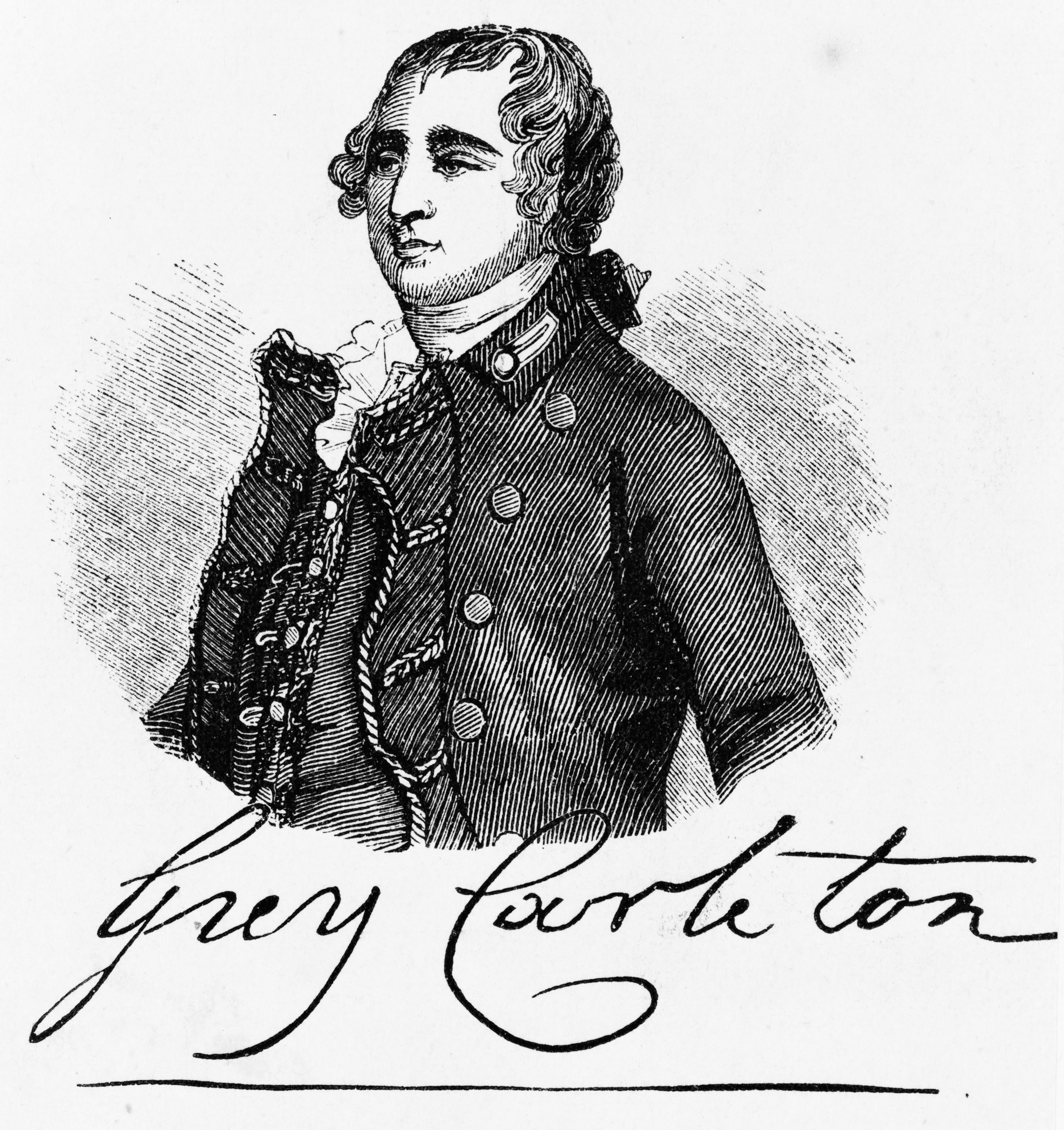
Гай Карлтон, в честь которого был назван Университет

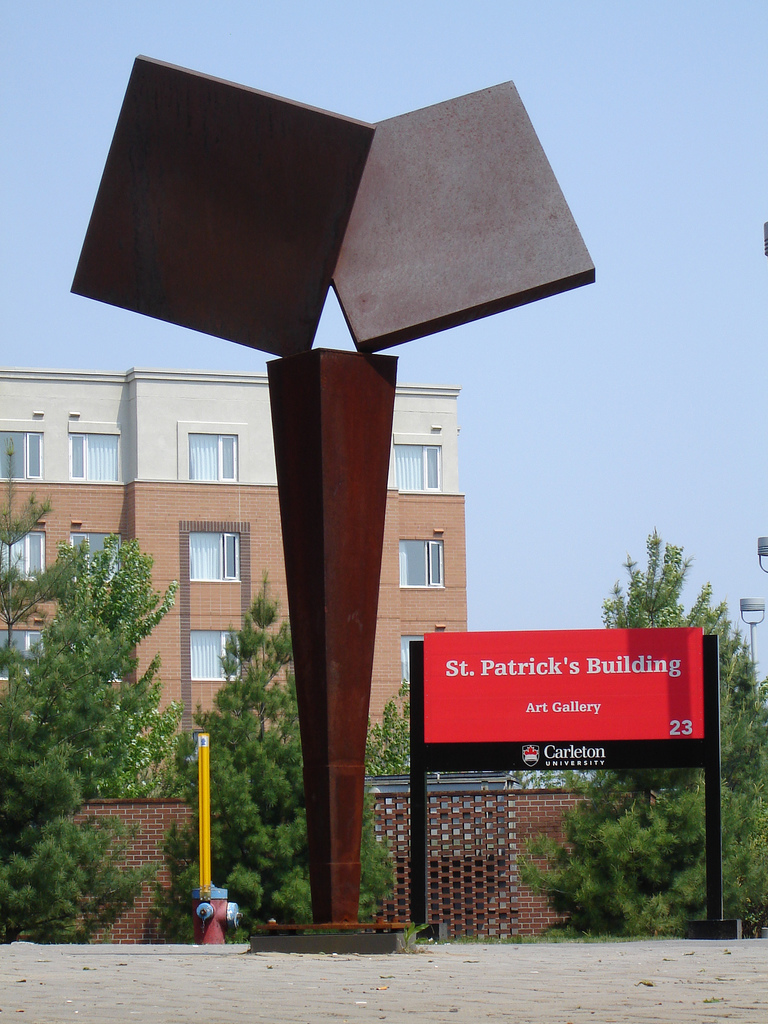
Скульптура «Крылья» (1961) Гордона Хэммонда Смита в Карлтонском университете

Карлтонский университет (англ. Carleton University) — университет, расположенный в г. Оттава, Канада. Исторически находился на территории округа Карлтон, объединённого с Оттавой в 1960-е годы, от которого и получил своё имя. Основанный как небольшой колледж в 1942 году, получил статус университета в 1957 году. В настоящее время предлагает программы по 65 различным дисциплинам. В то время как Оттавский университет, занимающий боле высокие позиции в рейтингах, предлагает программы на 2 языках (английском и французском), Карлтон является чисто англоязычным. В начале XXI века в университете насчитывалось более 2000 сотрудников и около 23000 студентов. Входит в десятку сильнейших университетов Канады.

## Руководство
Пост канцлера университета занимали, в частности, лауреаты Нобелевской премии Герхард Херцберг и Лестер Пирсон (последний — также бывший премьер-министр Канады), шесть кавалеров Ордена Канады. В настоящее время канцлером университета является достопочтенный Херб Грей, многолетний депутат парламента и бывший министр в правительствах П. Трюдо и Ж. Кретьена, скончавшийся в 2014 году.

## Рейтинг
В 2010 году газета Times поместила Карлтонский университет в своём рейтинге университетов на 201 место в мире и на 10 место в Канаде.

## Обряды и традиции
Традиционным амулетом студентов университета является Ворон. Студенческая газета называется «Шарлатан» (The Charlatan).

## Сотрудничество с Канадскими силами
Каждое лето в нескольких кафе университета кормят по сниженным ценам гвардейцев Церемониальной гвардии Канадских сил. Гвардейцы совершают церемонию смены караула у Парламента, у Ридо-холла и у Военного мемориала. Гвардейцы также совершают церемониальные упражнения в Карлтонском университете в июне-августе.
Карлтонский университет участвует в Проекте «Герой» (Project Hero) — программе стипендий генерала Рика Хильера для семей погибших военнослужащих Канадских сил.

## Интересные факты
В честь университета назван карлтонит — редкий минерал, до настоящего времени найденный в единственном месторождении Мон-Сент-Илер (Квебек).